# Famille Crucy
 (septembre 2019).
La famille Crucy est une famille nantaise, issue d’un artisan charpentier venu de la région de Lyon, qui a joué un rôle notable dans la vie économique, politique et culturelle de Nantes à la fin du XVIIIe siècle et au début du XIXe siècle.
Son représentant le plus connu est Mathurin Crucy, architecte-voyer de la Ville de Nantes de 1780 à 1800, mais lui-même et ses frères Louis et Antoine ont aussi joué un rôle de premier plan dans l’industrie de la construction navale sous le Premier Empire et ont de ce fait été en contact avec les sommets de la hiérarchie politique impériale, y compris l’Empereur lui-même. Accessoirement, on peut noter que la Méduse (dont le naufrage inspirera le célèbre tableau de Théodore Géricault) est sortie d'un de leurs chantiers.
Par ses alliances matrimoniales et ses relations d’affaires, cette famille très nombreuse faisait partie d’un ensemble de familles de la bourgeoisie nantaises, soit de l'industrie (les tanneurs Leroux et Cheguillaume, les tonneliers Peccot), soit des milieux de l’architecture et de l’art (les Douillard, les Ceineray, les Debay), soit du droit (les Gicqueau…).

## Nom de famille
Le nom de « Crouzi », qui apparaît sur les registres paroissiaux de Vernaison, est probablement une déformation patoisante de « Crozier ». En effet, sur les actes de baptême de ses enfants, le nom de Georges est successivement orthographié : Cruzi, Crozi, Crozier, Crozier, et dans l'acte de Jean, on trouve à la fois Crouzi et Cruzi. Sur son acte de mariage à Nantes, Jean est nommé : "Jean Crouzy, fils de Georges Crouzy", mais il signe : jean crusy (avec tréma sur le y). La table décennale des années 1740 retient la forme Crousy.
Mais une autre version, « Crucy », s’impose dans les années 1760-1780 ; la substitution de la forme « Crucy » à la forme « Crousy » ou à ses avatars (« Croussy », « Crusy », « Cruzi ») résulte d’une volonté des enfants de Jean, à commencer par Mathurin, dont la signature Mathurin Crucy (avec tréma) se trouve dès 1766 sous l'acte de mariage de son parent par alliance Mathurin Peccot, à côté de celles de jean crusy (avec tréma) et anne Crusy. Dans la table décennale des années 1780, la forme Crucy est la seule utilisée.
Les « Crucy » de Nantes, descendants de Jean Crouzi/Crusy, n’ont donc aucun rapport avec les Crucy d’autres régions (ce nom semble assez courant dans l’est de la France, notamment dans le Territoire de Belfort) ; on peut ajouter qu’à la fin du XVIIIe siècle, à Nantes, ce nom est porté exclusivement par les descendants de Jean Crusy.
Une légende, rapportée au XIXe siècle par un historien, ultérieurement démenti par lui, reliait Jean Crousy à la famille noble des Crougi du Poitou ; ce lien invraisemblable et non documenté, est dépourvu de tout fondement.

## Origines
La famille Crucy de Nantes est issue de l’installation dans cette ville de Jean Crouzi, charpentier, né le 15 septembre 1714 à Vernaison (Rhône), fils de Georges Crouzi, lui-même venu d’un village des Monts du Lyonnais, Saint-Martin-en-Haut.
Georges Crouzi, né avant 1690, aurait été, à Vernaison, passeur sur le Rhône ; en 1702, il épouse la fille d'un tonnelier, dont il aura cinq enfants. Il meurt à Vernaison le 15 novembre 1722.
Jean Crouzi, qui restera toujours illettré comme son père, sachant seulement signer son nom, fait un apprentissage de charpentier de 1733 à 1737 chez un maître à Lyon. On a retrouvé son contrat de mise en apprentissage (27 mai 1733) et son brevet de compagnon (17 juin 1737).
Peut-être au cours de son tour de France, il s’installe vers 1743 à Nantes, à une époque où l’économie locale, connaissant l’expansion grâce à son implication dans la traite des Noirs (et plus généralement le commerce transatlantique avec les colonies), fait massivement appel à de la main d’œuvre extérieure. Jean Crousy n’est pas le seul venu de la région de Lyon, même si cette région est très minoritaire dans l’immigration nantaise, qui provient surtout de la Bretagne et des provinces avoisinantes de Poitou et d’Anjou. Un autre aspect intéressant à Nantes est l'absence d'une corporation des charpentiers.
Le 5 octobre 1745, il épouse Michelle Brodu, qui, entre 1747 et 1765, lui donnera quinze enfants, dont la majorité atteindra l’âge adulte.
De ces quinze enfants, on peut signaler, en plus de Mathurin et Louis, qui bénéficient d’un traitement privilégié du point de vue de leur formation et sont destinés à une carrière hors de l’entreprise familiale, bien que par la suite, les circonstances les ait amenés à s’y intéresser de près :
- Anne, qui épouse en 1765 Antoine Peccot, tailleur de pierres, architecte nantais, et qui sera la mère d'Antoine Peccot et de Mathurin-Michel Peccot et la grand-mère de Fanny Peccot ;
- Michelle, qui épouse en 1776 Joseph Cheguillaume, maître corroyeur et négociant ; la famille Cheguillaume a une tannerie à Vertou, où la famille s’installe par la suite ;
- Jean Gilbert, qui est très tôt impliqué dans l’entreprise familiale, secondant son père ;
- François, qui devient matelot et s’embarque pour Saint-Domingue (il meurt en 1776) ;
- Guillaume, qui devient aussi matelot et s’embarque sur la Parentière (son sort ultérieur n’est pas connu).
- Antoine, qui assiste son frère Louis dans le cadre de l’entreprise familiale après 1785.

Au moment de son mariage, Michelle Brodu est mineure et orpheline ; elle est sous la tutelle de son beau-frère François Beauchesne, maître charpentier. Il est possible que Jean Crouzi ait été compagnon chez lui. Mais il devient assez rapidement chef d'entreprise lui aussi.

## L’entreprise familiale jusqu’en 1783
Jean Crusy, devenu patron, se place d’abord sur le marché de la charpente, mais plus particulièrement le marché de la charpente publique, qui est très important à l’époque, notamment en ce qui concerne l’entretien des ponts.
Lorsqu’il débute, ce marché est régi par un système d’adjudication auquel Jean Crusy participe régulièrement.
À partir de 1757, le système des adjudications est abandonné et l’entreprise Crusy devient l’entreprise de référence de la Ville de Nantes en ce qui concerne la charpente et la fourniture de bois. Dans ce cadre, Jean Crusy prend en charge plusieurs chantiers importants : la construction du pont de la Poissonnerie (1757-1760) ; la plantation d'arbres sur le cours des États ; le grand entretien des ponts de Belle Croix (1770-71), de Pirmil (1775), etc.
Le plus gros chantier est celui de la reconstruction du Pont Rousseau, détruit par une inondation exceptionnelle en 1770. Pendant plusieurs années, le passage sur la Sèvre est assuré par bateau, d'abord par des passeurs privés, puis par un bac municipal. En 1775, Ceineray fait deux devis, pour un pont en bois et un pont en pierre. Le choix se porte sur le pont en bois beaucoup moins cher. Les travaux de reconstruction ont lieu de mai 1777 à octobre 1778. Jean-Gilbert joue alors un rôle essentiel par ses voyages dans divers lieux forestiers, jusque dans le Berry.
Parallèlement à l’activité charpente, qui n’est pas très rentable, Jean Crusy développe très tôt l’activité commerce du bois, qui l’est beaucoup plus. Au départ maître charpentier, il devient de plus en plus marchand de bois. Mais là encore, le rôle de Jean-Gilbert est essentiel, car Jean Crousy est handicapé par l’absence de formation scolaire minimale.
La mort de Jean-Gilbert en 1783 représente donc un accident grave pour la famille.

## Mathurin, Louis et Antoine Crucy
Ces trois frères vont être associés de façon étroite, à la fois dans les affaires et sur le plan matrimonial, puisqu’ils épousent tous les trois des filles du tanneur Julien-Mathurin Leroux, le même jour en ce qui concerne Mathurin et Louis.

### Mathurin Crucy: l’architecte
Dans un texte écrit ultérieurement, Exorde, Mathurin affirme avoir eu dès l’enfance l’idée de son destin d’architecte, assignant à Louis un destin d’artiste …
Mathurin suit une formation d'architecte, d’abord auprès de Ceineray à Nantes, puis, à partir de 1767, à Paris ; il entre à l’Académie des Beaux-arts en 1771. Premier prix en 1774, il part pour Rome en 1775, passe trois ans à la villa Médicis, puis un an à voyager en Italie.
Il est de retour à Nantes en 1779. En 1780, lorsque Ceineray démissionne de son poste d’architecte-voyer, Mathurin Crucy est nommé à sa place à titre provisoire, puis définitivement. Ses appointements fixés à 1 000 £ par an (comme Ceineray), seront portés à 2 400 £ en 1786 et à 3 000 en 1790. Son rôle comme architecte-voyer est très important, à cette époque de modernisation urbaine de Nantes, mais il a des activités parallèles, dans l’architecture (clientèle privée) et dans les affaires.
En 1782, notamment, il s’associe avec François Mellinet et Jean-François Duparc pour la construction d’un entrepôt de produits exotiques dans le quartier du parc Launay, entrepôt qui reçoit ensuite et encore actuellement le nom d’« entrepôt des cafés ». Cet entrepôt est devenu célèbre lors de sa réquisition comme prison en 1793-1794. En 1815, Mathurin Crucy détiendra toujours 1/3 des parts de la société.
En 1783, à la mort de Jean-Gilbert, il reprend la direction de l’entreprise familiale en association avec Louis et Antoine
Le 4 octobre 1785, peu après la mort de Jean Crousy, il épouse Marie-Françoise Leroux, l’aînée des filles du tanneur Julien Mathurin Leroux. Ils auront six enfants, dont deux atteindront l’âge adulte.
Il s’installe à Chantenay, dans une demeure située dans le chantier de la Piperie, où il décède en 1826.
Son fils Félix, marié à Philippine Adèle Debay, fille d'un sculpteur, sera maire de Chantenay-sur-Loire de 1832 à 1838.

### Louis Crucy
Louis rejoint Mathurin à Paris en 1770. Au cours du voyage, il subit un accident qui le retarde de plusieurs semaines et qui le rend handicapé d’une jambe pour le reste de sa vie. Il va avec lui en Italie en 1775, mais y reste plus longtemps, avec au moins un retour à Nantes en 1779. Il rentre définitivement à Nantes en 1783.
Il épouse Françoise Leroux, sœur cadette de Marie-Françoise, lui aussi le 4 octobre 1785. Ils auront sept enfants.
Des enfants de Louis, on peut noter les noms des deux filles qui ont épousé les frères Douillard, architectes assez connus, fils de Julien-François Douillard, lui-même architecte, maire de Nantes en 1795-97 et député au Conseil des Cinq-Cents sous le Directoire :
- Louis Michel, né en 1786, magistrat, marié à Charlotte du Vau de Chavagnes ;
- Fanny, née en 1788, épouse de James Corentin Porlodec de Lanvarzin ;
- Justine, née en 1799, épouse Louis-Prudent Douillard en 1821 ;
- Zita, née en 1801, épouse Constant Douillard en 1823 ;
- Auguste, né en 1805, adjoint au maire de Nantes, administrateur des hospices et du Mont de Piété de Nantes, doyen du Bureau de bienfaisance de Nantes ;
- Lucile, née en 1812, épouse de Théophile Ceineray, notaire nantais, maire de Vigneux-de-Bretagne (petit-fils de Jean-Baptiste Ceineray).

Louis Crucy meurt le 8 août 1837 à Nantes.

### Antoine Crucy
Le 5 mai 1789, il épouse Marguerite Michelle Leroux, sœur cadette de Marie-Françoise et Françoise. Ils auront dix enfants.

### La famille Leroux, tanneurs de l'Erdre
Les Leroux sont une famille de tanneurs exerçant à Nantes depuis de nombreuses décennies.
Dans les années 1780, le père des trois sœurs Leroux, épouses Crucy, Julien Mathurin, dirige une entreprise importante (plusieurs dizaines de salariés), établie au bord de l’Erdre dans la paroisse Saint-Similien.
En plus de ses filles, il a deux fils :
- Julien, qui devient prêtre ;
- Joseph, comptable, qui travaille au service des Espivent de la Villesboisnet.

## L’association Mathurin-Louis-Antoine
En 1785, les trois frères obtiennent de leur père une cession de l’entreprise, et Michelle Brodu confirmera cette cession avant de mourir en 1787.
Très rapidement, cette situation suscite un conflit familial entre les trois frères et leurs sœurs Anne et Michelle, qui s’estiment lésées. Le cas est même soumis à la justice. L’affaire est étouffée pendant la période de la Révolution et de l’Empire mais Anne la reprendra après la chute de Napoléon.
Mathurin se retire de l’association à la fin des années 1780, de sorte que pendant les années 1790, l'entreprise Crucy (commerce du bois, puis constructions navales) est celle de Louis et Antoine. Mais les années 1790 sont d'abord celles de la Révolution française dans laquelle sont impliquées de façon diverses les familles Crucy, Peccot et Leroux.
En 1788, les frères Crucy font une brève incursion dans le domaine de l’armement maritime.

## La période de la Révolution et de l’Empire

### Implications politiques de la famille dans la Révolution
Dans l’ensemble, les Crucy et leurs parents sont favorables à la Révolution, ainsi qu’à la République, mais à des degrés divers.
Les frères Crucy
Mathurin est ingénieur de la Garde nationale à partir d’octobre 1790.
Louis est aussi membre de la Garde nationale, mais simple soldat du bataillon des vétérans.
Antoine fait partie de la municipalité nantaise dirigée par René Gaston Baco de La Chapelle au début de la République.
Les Leroux
Julien-Mathurin est aussi membre de la municipalité Baco ; il est signataire de l’adresse à la Convention du 5 juillet 1793, qui est une prise de position girondine.
Julien Leroux, prêtre, accepte de prêter le serment constitutionnel, mais se rétracte ensuite.
Les Peccot
La personnalité la plus impliquée dans le processus révolutionnaire est Antoine Peccot (jeune), qui fait des études de droit à Rennes à la fin de l’Ancien régime. Il participe activement aux événements rennais de 1788-1789, et à son retour à Nantes, il s’engage activement du côté des patriotes. En 1790-91, il est sans réserve partisan de la Constitution civile du clergé. Membre du club des Jacobins de Nantes, puis du club Saint-Vincent, il est parmi les créateurs du journal hebdomadaire Chronique de la Loire-Inférieure, où il exprime nettement des points de vue assez radicaux.
Malgré tout, il ne s'aligne pas sur les positions des Montagnards, et, en 1793, il est aussi signataire de l’adresse du 5 juillet.

### La période de la Terreur
La famille connaît plusieurs difficultés dans la période fin 1793-début 1794, la période où Nantes se trouve sous l'autorité du représentant en mission Jean-Baptiste Carrier.
Elle est évincée de la municipalité Renard, instituée en octobre 1793 par Carrier ; Mathurin perd son poste d’architecte-voyer. Il s'éloigne alors de Nantes et va dans un département de l’intérieur où il s’occupe d’une exploitation forestière familiale, puis, son remplaçant étant décédé, il est rappelé par la municipalité après le départ de Carrier.

#### Louis Crucy
Louis Crucy s’établit dans une vaste maison de la prairie de la Madeleine, où il héberge pas mal de monde, y compris des réfugiés. Les écrits de son fils Joseph (« Joson ») au XIXe siècle ont créé un certain nombre de légendes à propos de Louis. Il aurait eu une entrevue avec Carrier et aurait obtenu de lui, moyennant finances, le droit de recueillir dans les prisons « tous les enfants qu’il pourrait porter ». Il aurait aussi prêté de l’argent à Pierre Chaux, membre du Comité révolutionnaire (qui l’aurait remboursé par la suite). Il aurait abrité des réfugiés contre-révolutionnaires.
L’épisode des enfants n’est pas entièrement faux. En janvier 1794, les autorités autorisent tous les citoyens en règle à prendre en charge des enfants emprisonnés avec les contre-révolutionnaires. Dès le premier jour (7 nivôse an II), Louis sort deux enfants, qu’il n’a pas adoptés par la suite. Mais d’autres citoyens en ont pris plus à leur charge.
En ce qui concerne l’épisode Chaux, il est peut-être exact et pourrait indiquer que Louis Crucy bénéficiait d’une protection au sein du Comité révolutionnaire. Mais son activité professionnelle devait aussi constituer une protection solide.

#### L’affaire des 132 Nantais
Elle concerne Antoine Peccot (jeune) et Julien Mathurin Leroux.
Antoine Peccot, arrêté dès le 11 novembre 1793 comme fédéraliste, est ensuite inclus dans le groupe des 132 personnes déférées au Tribunal révolutionnaire de Paris sur l’ordre de Carrier. Julien Mathurin Leroux est inclus dans les arrestations consécutives à la mort de Jean Léchelle, comme fédéraliste et comme accapareur.
Tous deux survivent au voyage, de novembre 1793 à janvier 1794. Julien Mathurin Leroux est emprisonné dans la maison de santé Belhomme, où il paie une pension non négligeable, et ainsi n’aura pas à souffrir physiquement.
À Nantes, son épouse s’efforce de réunir des certificats de civisme, en particulier d’officiers de la Garde nationale, avec le contreseing de Jean-Louis Renard, le maire ; elle adresse une demande d’intervention au Comité révolutionnaire de Nantes, qui répond que tous les éléments sont transmis à Paris.
Lors du procès en septembre 1794, les 132 ne sont plus que 93 et a été ajouté le président du Tribunal révolutionnaire de Nantes, Phélippes-Tronjolly. L’accusation de fédéralisme est considérée comme valable, mais les accusés sont tout de même acquitté, au motif que leurs intentions n’étaient pas contre-révolutionnaires. L’accusation d’accaparement contre Julien Mathurin Leroux est abandonnée. Évidemment, ils bénéficient de la chute de Robespierre peu avant.
À son retour, Julien-Mathurin reprend la direction de son entreprise, qui a un peu périclité durant son absence. En 1815, sa fortune s’établira à 500 000 francs.
Antoine Peccot se représente devant le Club Vincent-la-Montagne en demandant à sa réadmission.

### Les chantiers navals Crucy
Malgré les problèmes politiques, l’année 1793 est pour Louis et Antoine Crucy celle du début de leur activité dans un domaine dérivé de la charpente et du commerce du bois : la construction navale.
Leur entrée dans cette activité est la conséquence d’une loi de janvier 1793 par laquelle la Convention donne aux particuliers la possibilité de construire des navires de guerre, réservés depuis plusieurs décennies aux quatre arsenaux maritimes de Brest, Lorient, Rochefort et Toulon. Sur ce marché très particulier, l’entreprise privée opère sous le contrôle assez étroit des ingénieurs de la Marine et des autorités étatiques. Les chantiers Crucy sont chargés de construire et de mettre à l'eau les coques, mais la finition est en général effectuée par d'autres entreprises.

#### La société Crucy-Baudet et le chantier de Basse-Indre (1793-1796)
Le premier chantier Crucy est installé à Basse-Indre (alors appelée « la Basse-Indre »).
Il s’agit de la reprise du chantier Bourmond (constructeur aussi présent à Nantes, aux Salorges), en état d’inactivité en 1793, quoiqu’il s’y trouve de grandes quantités de bois, comme cela est signalé au ministre concerné (Monge) par une citoyenne d’Indre ; Monge renvoie l’information à la municipalité de Nantes ; le chantier est repris par Louis et Antoine Crucy, en association avec un autre constructeur, Baudet. Les responsables publics locaux sont le commissaire du port de Nantes, Jean-François Even, et l'ingénieur de la Marine, Degay.
La construction de plusieurs navires est engagée par un contrat signé le 11 avril 1793, deux frégates et deux corvettes. Le 30 mars 1794 est lancée la coque de la corvette la Jacobine (capitaine : Dalbarade) dont la finition est prise en charge par une autre entreprise.
Un changement important intervient le 19 août 1794 : le Comité de salut public décide alors de transférer les travaux du chantier Crucy à l'État ; le chantier est désormais loué aux frères Crucy (3000 £ par an) après rachat par l'État de la frégate La Résistante, dont la construction n'est pas achevée. Cette situation dure jusqu'en septembre 1796, où le gouvernement revient au système de construction par l'entreprise.
Navires construits à Basse-Indre de 1793 à 1796
- contrat du 11 avril 1793
  - la Jacobine (corvette) : lancée le 30 mars 1794, départ ???? ; prise par les Anglais en octobre, devient la Mathilde, puis l’Inconstante)
  - la Sans-Culottide (corvette) : lancée en 1794
  - la Vengeance (frégate) : lancement le 8 novembre 1794, départ le 2 juin 1795 (Lecomte), capturée par les Anglais le 11 août 1800
  - la Résistance (frégate) : rachetée par le gouvernement en juin 1794
- autres contrats
  - l’Ecureuil (aviso-lougre de 14 canons de 4) : départ en avril 1794, détruit au Guilvinec en avril 1795
- construction d’État
  - la Résistance (frégate) : achevée en septembre 1795
  - la Cigogne (corvette)
  - la Créole

#### La société Louis Crucy et frères (1796-1806)
En 1796, Louis et Antoine Crucy, sans leur associé Baudet qui a constitué une entreprise de calfatage, créent un nouveau chantier à Chantenay et reprennent leur chantier de Basse-Indre en septembre, avec un chantier annexe à Paimbœuf (en location). Au départ, la participation de Mathurin est occasionnelle, mais devient de plus en plus importante ; il entre dans la société à la fin des années 1790 et démissionne de son poste d'architecte-voyer en 1800 (il est remplacé par son parent Mathurin Peccot). La société Crucy prend de l'ampleur en concluant des contrats à exécuter à l'arsenal de Lorient (à partir de 1798), puis à celui de Rochefort (1802).
Le chantier de Chantenay (1796)
Sa dénomination usuelle dans les documents de l'entreprise est chantier de la Piperie. Il est créé sur un terrain inoccupé entre les Salorges et le port de Chantenay, que les autorités concernées (le gouverneur, puis le département) projettent d'aménager depuis les années 1760. Il est en partie inondable, le reste est formé de sable ou de prairies sablonneuses. En 1790, 9 lots ont été déterminés, mais un seul a été mis en vente. En 1796, les 8 autres lots sont vendus aux frères Crucy pour 6 500 £ après une expertise effectuée par les architectes Sauvaget pour le département et Douillard pour les Crucy. La superficie est de 6 hectares et la longueur sur le rivage de 566 mètres.
Navires construits à Chantenay
- contrat de 1808 avec la société Schweighauser-Dobrée
  - 4 goélettes
- contrat de 1809 avec la société Bourcart
  - la Stéphanie (brick)

Le chantier de Basse-Indre après 1796
Navires construits à Basse-Indre
- contrat du 6 décembre 1796 (reprise par les Crucy du chantier de l’État)
  - la Créole : lancée le 24 juin 1797
  - l’Heureuse
- contrat du 6 juillet 1800
  - la Surveillante (frégate)
  - la Belle Poule (frégate)
  - bricks Colibri, Epervier, Goéland, Alcyon

Le chantier de Paimbœuf
Navires construits à Paimbœuf
- contrat de 1796 (reprise par les Crucy de chantiers commencés par l’État)
  - la Chiffonne
  - la Découverte (corvette) : lancée le 27 juin 1797, achevée par les Crucy, départ en septembre
- contrat de septembre 1797
  - la Loire (frégate) : résultant d’une souscription des habitants de Nantes, construite au chantier Bourmaud des Salorges), lancée le 23 mars 1796, amenée à Paimbœuf, achevée par les Crucy, départ le 18 janvier 1798.

Le chantier de Lorient (1798)
Les Crucy conduisent un chantier à Lorient de 1798 à 1807, dans le périmètre de l'arsenal ; il s'agit précisément du chantier situé à Caudan sur la rive gauche du Scorff. Le premier contrat concerne la construction de deux vaisseaux de 74. Leur fondé de pouvoir à Lorient, Francy, est un ancien sous-commissaire du port de Nantes. Le travail est effectué sous le contrôle de l'ingénieur de marine Caro et de l'architecte Sané.
Navires construits à Lorient :
- contrat du 22 mai 1798
  - le Scipion (vaisseau de 74) : lancé le 30 mars 1801, départ le 13 décembre (capitaine : Le Verger)
  - le Brutus, renommé L'Impétueux (vaisseau de 74) : lancé le 24 janvier 1803, départ le 7 mai (L'Hermitte)
- contrat du 6 juillet 1800 (ministre de la Marine : Forfait)
  - le Suffren (vaisseau de 74) : lancé le 17 septembre 1803, départ le 13 février 1804 (Troude)
  - l'Algésiras (vaisseau de 74)
  - l'Hermione, renommée Ville de Milan (frégate de 18) : lancé le 15 novembre 1803, départ le 24 août 1804
- contrat du 21 juillet 1803
  - le Palinure (brick) : lancé en janvier 1804, départ début 1805 (lieutenant de vaisseau Jance)
  - le Néarque (brick) : lancé en mars 1804, départ mai 1805 (lieutenant de vaisseau Jourdan)
  - le Régulus : lancé le 14 août 1805, départ le 31 octobre (Jean L’Hermitte)
  - le Courageux : lancé le 3 février 1806
  - le D’Hautpoul : lancé le 2 septembre 1807
  - la Calypso : lancée le 9 janvier 1807, départ le 22 février 1809

Le chantier de Rochefort (1802)
Les Crucy signent leur premier contrat pour Rochefort le 4 août 1802 pour les coques de 3 vaisseaux de 74 au prix de 640 000 francs l’unité. Ils ont à leur disposition le chantier de chenal de la Cloche au « magasin brûlé ». Leur fondé de pouvoir est d’abord la société Guérin Aîné et Cie, puis Henry Poussielgue, frère de leur associé Etienne Poussielgue.
Navires construits à Rochefort
- contrat de 1802
  - l’Achille (vaisseau de 74) : lancé le 17 novembre 1803
  - l’Ajax
  - le Triomphant

#### La dissolution de la société Louis Crucy et frères et ses suites
La société est dissoute en 1806. Il en résulte un partage entre d'une part Mathurin et Antoine qui reprennent le chantier de Basse-Indre et Louis qui reprend celui de Paimbœuf avec son fils Louis Michel. En 1809, Mathurin se retire de l'activité construction navale, laissant Antoine seul à la tête de Basse-Indre. Les Crucy n'opèrent plus en dehors de Nantes (sauf pour terminer les chantiers commencés).
La société Mathurin et Antoine Crucy (1806-1809) puis Antoine seul
En 1807, ils auront un contrat à effectuer à l'arsenal d'Indret, situé sur la rive sud de la Loire face à Basse-Indre.
En août 1808, Napoléon de passage à Nantes consacre une journée à la visite de l'estuaire, en particulier à Basse-Indre, Indret et Paimbœuf. Mathurin est en contact direct avec lui et lui remet une pétition concernant des sommes encore dues par l'État sur des contrats de l'ancienne société Crucy.
Après le départ de Mathurin, Antoine délègue la responsabilité du chantier au contremaître Bonissant.
Navires construits par la société M. et A. Crucy à Basse-Indre et Indret
- contrat de 1805 (conclu par l'ancienne société)
  - la Pallas (frégate) : lancée le 3 avril 1808
  - l’Elbe (frégate) : lancée en mai 1808
  - la Renommée : lancée en 1808, transférée à Paimbœuf
- contrat du 25 avril 1807 :
  - l’Ariane (frégate) : lancée le 7 avril 1811, transférée à Mindin, départ le 9 janvier 1812
  - la Nymphe (frégate) : lancée le 1er mai 1810, transférée à Mindin le 2 août, départ le 28 décembre
- contrat de novembre 1807 (arsenal d’Indret)
  - la Sarcelle (gabarre)
  - la Nathalie (gabarre)
- contrat du 17 février 1808
  - l’Andromaque (frégate) : lancée le 21 mai 1811, transférée à Mindin, départ le 9 janvier 1812
  - le Mameluk (brick)
- contrat du 5 mai 1810
  - la Rubis (frégate) : lancée le 23 mai 1812, transférée à Mindin, départ le 24 novembre 1812 ; fait naufrage le 5 février 1813.

Cette frégate est la dernière construite à Basse-Indre. L'ensablement de l'estuaire rend le parcours difficile, même pour des coques encore désarmées (nécessité d'utiliser un système de bouées) et certains responsables publics demandent la fin de la construction de frégates à Basse-Indre depuis quelques années déjà.
Au début de 1812, Antoine se retire de l'activité construction navale et loue le chantier de Basse-Indre à son neveu.
La société Michel Louis Crucy
La société est au nom du fils de Louis Crucy, âgé de seulement 20 ans au début, mais le père joue un rôle actif. Le chantier se situe à l'endroit utilisé par la suite par l'usine Kuhlmann. Au terrain initial, qui appartient à la commune, s'ajoutent par achats plusieurs parcelles, de sorte que le chantier couvre 2 ha en 1809. Il reçoit la visite de Napoléon le 10 août 1808. Celui-ci envisage d'améliorer les infrastructures du port de Paimbœuf.
Navires construits par la société Michel Louis Crucy à Paimbœuf, Indret et Basse-Indre
- contrat de 1806
  - la Clorinde (frégate) : transférée à Mindin le 27 juin 1809, départ le 15 novembre ; prise par les Anglais, devient l'Aurora
  - le Rivoli, renommé Serpent (brick) : lancé le 30 octobre 1809
- contrat de 1806 à effectuer à Indret
  - 6 gabarres
- contrat du 11 mars 1807
  - la Méduse (frégate) : lancée le 1er juillet 1810, transférée à Mindin le 26 septembre ; départ le 28 décembre (avec la Nymphe)
- contrat de juillet 1808
  - un vaisseau de 64
- contrat de 1809
  - l'Aréthuse (frégate) : lancée le 11 avril 1812 ; départ le 24 novembre
  - le Silène (brick) : lancé en 1815
- contrat du 16 novembre 1809
  - l'Etoile (frégate) : lancée le 28 juillet 1813 ; départ le 24 novembre
  - la Sultane (frégate) : lancée le 30 mai 1813 ; départ le 24 novembre
- contrat de 1812
  - la Nantaise (gabarre), construite à Basse-Indre
- contrat du 25 mars 1812
  - l'Armide (frégate) : démontée en 1814 et achevée par l'arsenal de Lorient
  - l'Astrée (frégate) : démontée en 1814 et achevée par l'arsenal de Lorient

La société connaît des difficultés à partir de 1811 ; elle est dissoute le 15 octobre 1813. Il est envisagé que les chantiers soient repris par un autre constructeur, Guibert. Mais en mai 1814, le ministre de la Marine décide, compte tenu du retour de la paix, de revenir à la construction des navires de guerre dans les arsenaux (d'où le transfert à Lorient des deux dernières frégates de Paimbœuf). La liquidation de la société est difficile, relativement aux paiements en retard et indemnités de l'État et à un accord passé en 1809 avec le receveur de Loire-Inférieure, Law de Lauriston. Celui-ci gagne dans un procès jugé en 1816.

## Les Crucy auXIXesiècle
Le chantier de Basse-Indre, abandonné dès la période de l’Empire, est revendu en 1821 à un groupe d’investisseurs britanniques qui vont y créer une forge à l’anglaise, ce qui va devenir les Forges de Basse-Indre.

## Galerie

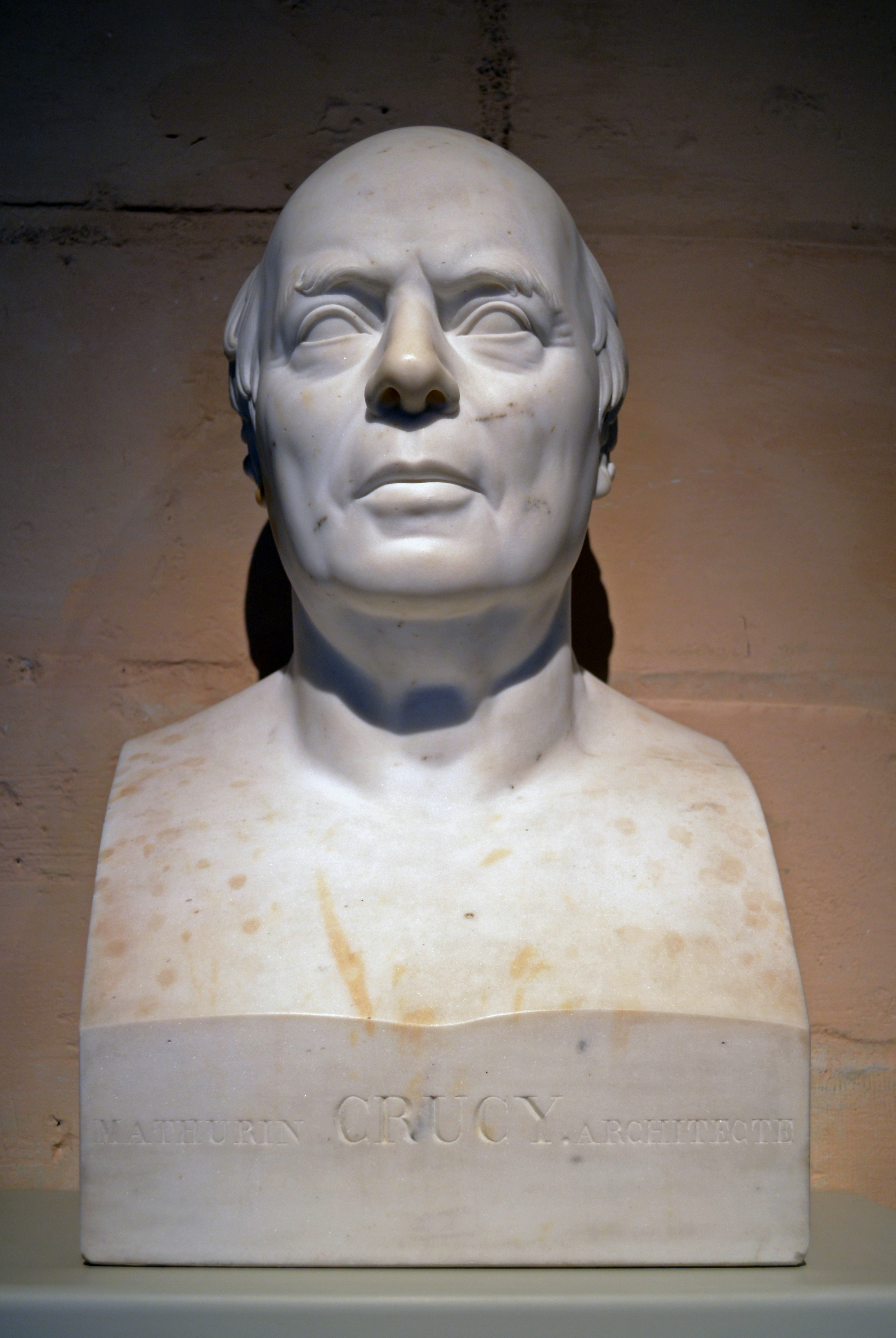
Buste de Mathurin Crucy.
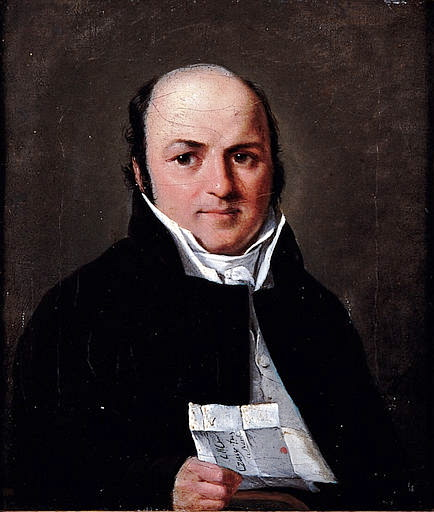
Portrait d'Antoine Michel Crucy.
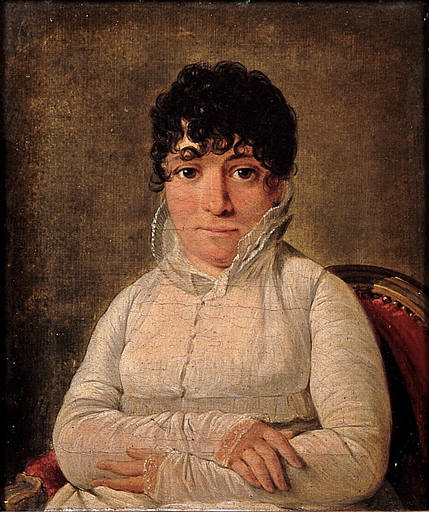
Portrait de Marguerite Colette Le Roux, épouse d'Antoine Michel Crucy
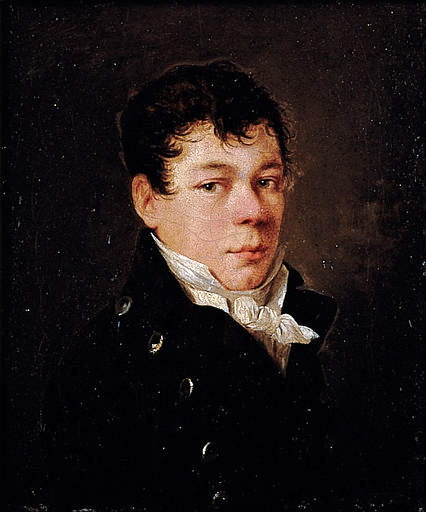
Portrait de Louis Michel Crucy.
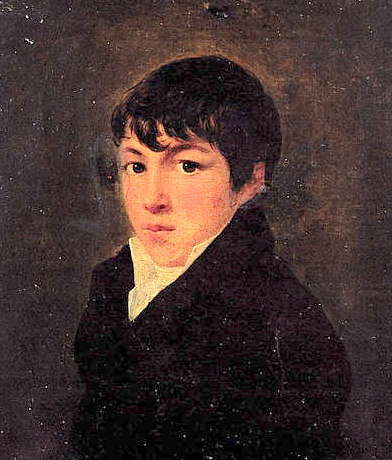
Portrait de Joseph Michel Crucy.
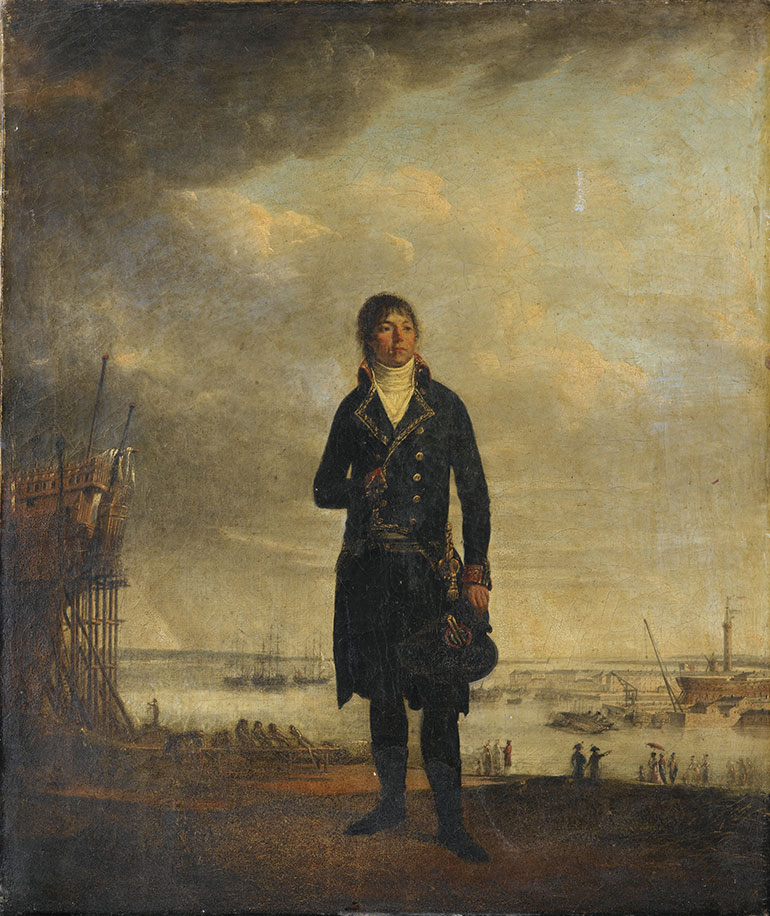
Portrait de Louis-Michel Crucy (1786-1850) devant un chantier naval.
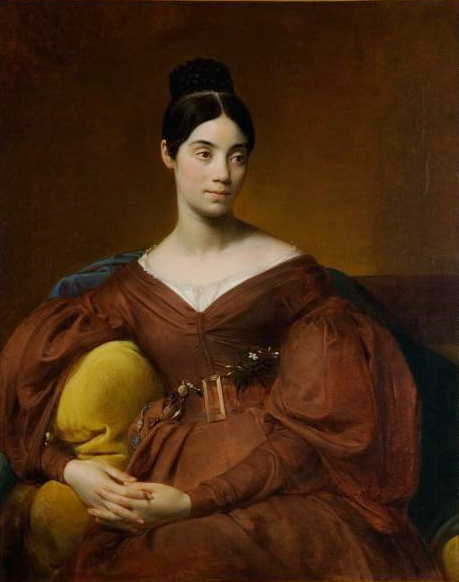
Portrait de Mme Félix Crucy.